# Маслува
Маслува (ест. Masluva), також Маснева, Маслова, Майне, Віїнамяе — село в Естонії, входить до складу волості Меремяе, повіту Вирумаа.